# サムエル・スロヴァーク
サムエル・スロヴァーク（Samuel Slovák、1975年10月17日 -）は、スロバキア (旧チェコスロバキア)・ニトラ出身の元同国代表サッカー選手、現サッカー指導者。ポジションはミッドフィールダー。